# Дерев'янки (Фастівський район)
Дерев'янки́ — село в Україні, у Фастівському району Київської області. Населення становить 34 осіб.